# Santa Rosa de Olaya
Santa Rosa de Olaya es uno de los 207 centros poblados que conforman el distrito de Santiago de Chocorvos en la provincia de Huaytará ubicada en el departamento de Huancavelica en el Perú. Sus actividades económicas principales son la agricultura y a la ganadería. Produce alfalfa, maíz, calabaza, papa, trigo, cebada, carne, leche y queso.

## Ubicación
Ubicado en el departamento de Huancavelica, provincia de Huaytará, distrito de Santiago de Chocorvos a 110 km de la ciudad de Ica, es un valle hermoso que está situado a 2,800 m.s.n.m. Irrigado por su rio principal Olay que nace en las altas cumbres de Tunso y las lomas de Sangayaico y sus principales afluentes-riochuelos, como Putcca, Cunya y Chanchaj, que abastece de agua durante todo el año.
Sus Limetes por el Sur con Villalta de Huanas, por el Norte con San Luis de Olaya, por el Este con Macho Cruz y la Mejorada y por el Oeste con Sangayaico.
Su capital principal el Pueblo Nuevo de Santa Rosa de Olaya y el Santuario principal de la Virgen Santa Rosa ubicado en Chacapampa.

## Vías de acceso
La vía más rápida de acceso a Santa Rosa de Olaya es por transporte terrestre desde Lima hasta la ciudad de Ica hay 310 km, el tiempo aproximado es de 4 horas, luego desde Ica hasta Santiago de Chocorvos hay una distancia de 90 km por una carretera afirmada el recorrido dura entre 3 y 4 horas. También existe la via los Caminos del Inca por la loma baja que generalmente se usa por motivos turísticos o cuando hay interrupción de las carreteras en épocas de lluvia, recorrido que se hace a pie y puede durar entre 18 a 24 horas. Desde Santiago de Chocorvos a Santa Rosa de Olaya está a solo una distancia de 20 a 25 km. en auto o Camión Mixto un promedio de 30 a 40 minutos. También existe la via de los caminos del Inca cuando hay Interrupción de la carretera en época de lluvia en un tiempo de dos horas.

## Fiestas Costumbristas
El Mes de febrero Fiesta de los carnavales, donde participa los barrios mediante el camachicoj, que regreasan de haber participado en el Distrito y terminan con un Gran cortamonte en el estadio de chacapampa con sus respectivos comparsas y padrinos, fiesta que se repite todos los años.
La Fiesta del Champeo donde se hace la limpieza de las acequias que han sido malogradas durante la época de lluvias, donde se disgusta lo mejor y variados platos típicos preparados por las damas del lugar.
Los meses de Julio y agosto fiesta de marcado de ganados conocido como las herranzas. Donde se marca al ganado con las iniciales de los nombres de sus dueños como señas en las orejas y cintas de adorno al compás de la música de la tinya y la corneta con sus cantoras en coro, realizando al final el chico que es el reparto de dulces, galletas, frutas y caramelos.
El 28 de agosto fiesta principal del pueblo en honor a la Virgen Santa Rosa de Lima, Patrona del Anexo Santa Rosa de Olaya que se realiza en el Santuario de la Virgen en Chacapampa, generalmente siempre hay dos mayordomos y dura unos cinco días con sus respectivas novenas.
En los meses de Septiembre y Octubre se realiza la siembra del Maíz (La Minca), donde participa toda la comunidad con el lema hoy por mi y mañana por ti llamado como el Ayni, terminando con el famoso jojarehuanto, llevando en hombros al dueño de la chacra para que se porte con el popular quemadito, la cena y fin de fiesta.

## Instituciones
- Una escuela primaria mixto de Mujeres y Varones, IE 22213.

- Un centro de educación inicial.

- Una posta médica del Ministerio de Salud.

- Un Locutorio, Teléfono Satelital N.º 067812680.

## Barrios
Los Barrios que conforman el Anexo de Santa Rosa de Olaya son:
- Amao
- Huillacunca
- Choquilla
- Chacapampa
- Iglesayoj
- Pucarumi
- Tororumi
- Montemonte
- Chinchay
- Tintipampa
- Olayhuasi
- Antapampa
- Anlas
- Sañuilca
- Jaracha
- Jajapaqui
- Gallorumi